# 黄坛口乡
黄坛口乡，是中国浙江省衢州市衢江区所辖的一个乡。 

## 下辖行政区
下辖：
茶坪村、黄泥岭村、汉都村、下呈村、紫薇村、黄坛口村和坑口村。